# Sofia Vassilieva
Sofia Vladimirovna Vassilieva (Minneapolis, 22 oktober 1992) is een Amerikaanse actrice.
Vassilieva is het meest bekend van haar rol als Ariel Dubois in de televisieserie Medium waar zij in 130 afleveringen speelde (2005-2011).

## Biografie
Vassilieva werd geboren in Minneapolis als dochter van immigranten uit Rusland. Zij heeft haar high school doorlopen aan de Concord High School in Santa Monica (Californië) waar zij in 2010 haar diploma haalde. Vassilieva haalde in 2014 haar bachelor of arts aan de Columbia-universiteit in New York. In de zomer van 2013 deed zij een cursus William Shakespeare aan de Royal Academy of Dramatic Art in Londen. 
Vassilieva heeft in haar jeugd in Minnesota, Oregon, Arizona, Californië en Utah gewoond.

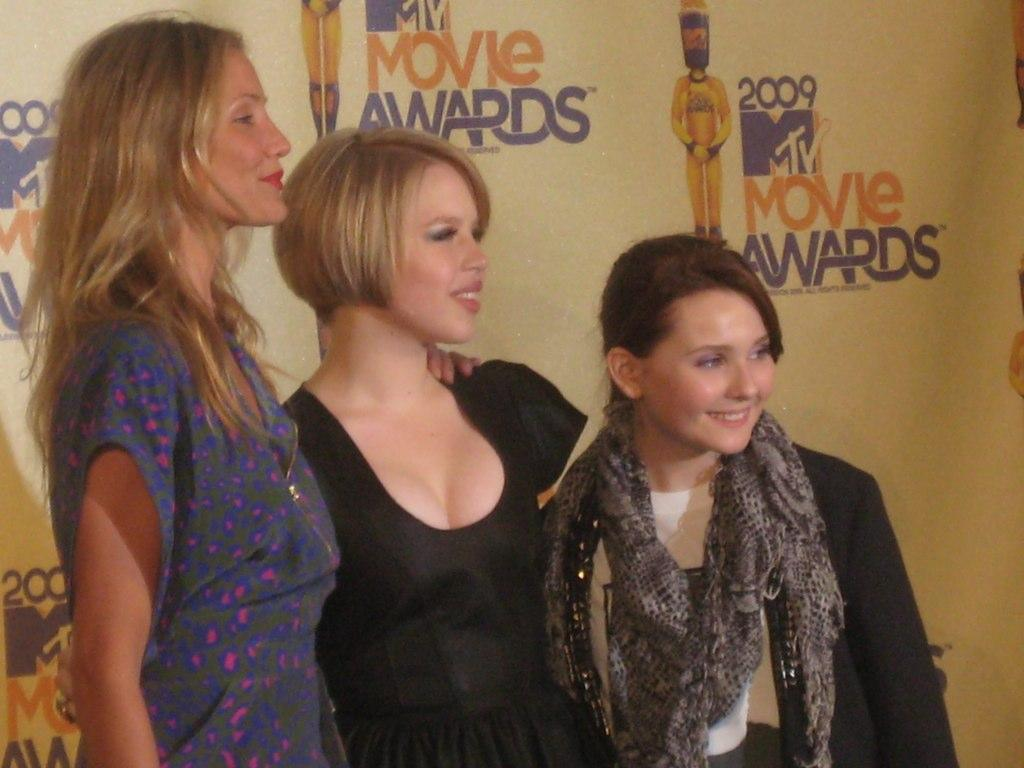
Cameron Diaz, Sofia Vassilieva en Abigail Breslin op het MTV Movie Awards 2009

## Young Artist Awards
- 2010 in de categorie Beste Optreden door een Jeugdactrice in een Film met de film My Sister's Keeper - gewonnen.
- 2006 in de categorie Beste Optreden door een Jeugdactrice in een Televisieserie met de televisieserie Medium - gewonnen.
- 2004 in de categorie Beste Optreden door een Jeugdactrice in een Film met de film Eloise at Christmas time - genomineerd.

## Filmografie

### Films
- 2022 Lissa's Trip - als Lissa Lliad
- 2021 13 Minutes - als Maddy
- 2021 The Little Things - als Tina Salvatore
- 2020 Brighton Beach - als Dasha
- 2018 Bad Stepmother - als Verity Hawking
- 2016 Max - als Bess
- 2013 Call Me Crazy: A Five Film – als Allison
- 2009 Hurt – als Sarah Parsons
- 2007 My Sister's Keeper – als Kate Fitzgerald
- 2007 Day Zero – als Mara
- 2003 Eloise at Christmas time – als Eloise
- 2003 Inhabited – als Gina Russell
- 2003 Eloise at the Plaza – als Eloise
- 2002 The Brady Bunch in the White House – als Cindy Brady

### Televisieseries
Uitgezonderd eenmalige gastrollen.
- 2018-2021 Black Lightning - als Looker - 4 afl.
- 2019 Looking for Alaska - als Lara Buterskaya - 8 afl.
- 2017-2018 Supergirl - als Olivia - 2 afl.
- 2011-2013 Law & Order: Special Victims Unit – Sarah Walsh - 2 afl.
- 2005-2011 Medium – Ariel Dubois – 116 afl.

- Bibsys: 10074184
- Biblioteca Nacional de España: XX4612307
- Bibliothèque nationale de France: cb16150864n (data)
- Gemeinsame Normdatei: 140509240
- International Standard Name Identifier: 0000 0001 1692 4425
- Library of Congress Control Number: no2005109568
- Système universitaire de documentation: 18428175X
- Virtual International Authority File: 22149066552165601402